# Branchinecta conservatio
Branchinecta conservatio é uma espécie de crustáceo da família Branchinectidae.
É endémica dos Estados Unidos da América.